# Орднунг (амиши)
О́рднунг (нем. Ordnung) — религиозные правила жизни, принятые у амишей и меннонитов старых порядков и консервативных меннонитов. В немецком языке многозначное слово ordnung обозначает в том числе «церковный порядок», «дисциплина», «правило», «урегулирование», «организация», «система»; из немецкого это слово было заимствовано в английский и в другие языки.
У амишей отсутствует централизованная церковная иерархия, каждая ассамблея обладает значительной автономией и может самостоятельно устанавливать свои внутренние правила и порядки. Таким образом, в каждой местной религиозной организации амишей принимается и действует свой Орднунг. Чаще всего это даже не формальный нормативный документ, а неписаные правила, которым следуют члены данной общины амишей и которые очень важны для сохранения их религиозной идентичности. Консервативные меннониты вместо немецкого ordnung в том же значении обычно употребляют английские discipline или standard.

Амишская концепция ожидаемого поведения, называемая Орднунгом, регулирует частную, общественную и церемониальную жизнь. Это слово трудно перевести на английский. Иногда его понимают как закон или дисциплину, но точнее будет сказать, что Орднунг — это руководство [по прохождению] всего жизненного пути … кодекс правил поведения, которые в церкви передаются скорее как традиция, нежели как систематизированные или явно сформулированные нормы. Один из членов [церкви амишей] отметил, что Орднунг не записан на бумаге. Люди его просто знают, и всё. Орднунг — это скорее осознанное поведение, которое ожидается от амиша в жизни, нежели список формальных правил, которые следует выучить. Примерно как дети усваивают грамматические нормы [родного языка в процессе овладения им], так же и юные амиши учатся [соблюдать] Орднунг. И сам Орднунг в течение десятилетий постепенно развивается, поскольку церковь стремится поддерживать хрупкое равновесие между традициями и переменами. В разных церковных округах и поселениях некоторые правила Орднунга различаются.
Оригинальный текст (англ.)The Amish blueprint for expected behavior, called the Ordnung, regulates private, public, and ceremonial life. Ordnung does not translate readily into English. Sometimes rendered as ordinance or discipline, the Ordnung is best thought of as an ordering of the whole way of life ... a code of conduct which the church maintains by tradition rather than by systematic or explicit rules. A member noted: The order is not written down. The people just know it, that's all. Rather than a packet of rules to memorize, the Ordnung is the understood behavior by which the Amish are expected to live. In the same way that the rules of grammar are learned by children, so the Ordnung, the grammar of order, is learned by Amish youth. The Ordnung evolved gradually over the decades as the church sought to strike a delicate balance between tradition and change. Specific details of the Ordnung vary across church districts and settlements.